# Alois Stacher
Alois Stacher (* 16. Februar 1925 in Wien; † 20. Juli 2013 ebenda) war ein österreichischer Mediziner und Politiker (SPÖ).

## Ausbildung und Beruf
Stacher war im Zweiten Weltkrieg in Italien eingesetzt, wo er im Jahr 1945 schwer verwundet wurde und nur durch mehrere Operationen am Leben erhalten werden konnte. Dies führte dazu, dass Stacher sein ursprüngliches Berufsziel Architekt aufgab, um Mediziner zu werden.
Nach seiner Entlassung aus amerikanischer Kriegsgefangenschaft 1947 studierte Stacher Medizin an der Universität Wien und promovierte 1952 zum Dr. med. univ. Stacher arbeitete in der Folge zunächst als Gastarzt und nach einem Jahr als Sekundararzt am Wiener Hanusch-Krankenhaus, wobei er in den Abteilungen für Chirurgie und Interne Medizin praktizierte. Nach seiner Ernennung zum Oberarzt 1955 wurde ihm 1959 die Anerkennung als Facharzt für Interne Medizin zuteil.
Im Jahr 1955 war er mit dem Aufbau der hämatologischen Station am Hanuschkrankenhaus betraut worden, 1968 übernahm er die Leitung des neu errichteten Ludwig-Boltzmann-Instituts für Leukämieforschung und Hämatologie. In der Folge konnte Stacher Erfolge in der Erforschung genetischer, viraler und umweltbedingter Einflüsse bei der Entstehung der Leukämie sowie bei deren Behandlung erzielen. Stacher wurde zudem 1967 habilitiert und 1974 zum Extraordinarius ernannt. Stacher publizierte als Mediziner mehrere selbstständig erschienene Werke sowie etwa 300 Aufsätze und mehrere Sammelwerke.
Im April 1975 wurde Stacher zum Präsidenten des österreichischen Komitees für Sozialarbeit gewählt und war ab Mai 1976 Präsident des Wiener Roten Kreuzes. Im Jahr 1978 wurde Stacher zum Mitglied der Leopoldina gewählt.
Im Jahr 1988 gründete er die Wiener Internationale Akademie für Ganzheitsmedizin (Gamed), deren Präsident er bis 2003 war. Zuletzt war er deren Ehrenpräsident. Er wurde am Wiener Zentralfriedhof in einem ehrenhalber gewidmeten Grab bestattet.

## Politik
Stacher wurde am 23. November 1973 auf Vorschlag von Bürgermeister Leopold Gratz vom Wiener Gemeinderat zum amtsführenden Stadtrat gewählt und gehörte bis 1989 insgesamt fünf Stadtsenaten an (siehe Stadtsenate Gratz II bis Zilk II); bis 9. Dezember 1987 als Stadtrat für Gesundheit und Soziales, von da an als Stadtrat für Gesundheit und Spital.
Stacher baute die sozialen Dienste (z. B. die städtischen Pensionistenheime) aus und ließ ausländische Krankenschwestern für die Wiener Krankenhäuser gewinnen. Stacher ließ zudem Eheberatungs- und Familienplanungsstellen errichten, führte einen Wäschepflege- und Besuchsdienst für alte und hilflose Menschen ein und gründete 1975 eine Krankenhaus- und Pflegeheimkommission. Zudem stellte er einen Zielplan für Krankenversorgung und Altenhilfe der Öffentlichkeit vor. Des Weiteren führte Stacher die Wiener Psychiatriereform durch, leitete Verbesserungen auf dem Sektor der Vorsorgemedizin ein. Zudem war Stacher in die Planung des Sozialmedizinischen Zentrums Ost involviert. Mit dem 15. Dezember 1989 schied Stacher aus seiner Funktion als Stadtrat aus.
Anlässlich seines Todes wurde daran erinnert, dass in Stachers Amtszeit der schon vorher begonnene AKH-Skandal um den Neubau des Allgemeinen Krankenhauses der Stadt Wien virulent wurde und im Krankenhaus und Altersheim Lainz ein Pflegeskandal um die Todesengel von Lainz auftrat, der zu einem viel beachteten Mordprozess führte. Das Bekanntwerden der Mordserie war Anlass für Stachers Rücktritt als Stadtrat.

## Auszeichnungen
- Großes Goldenes Ehrenzeichen für Verdienste um das Land Wien (1988)
- Bürger ehrenhalber der Stadt Wien (1995)
- Kardinal-Innitzer-Preis
- Ehrenkreuz für Wissenschaft und Kunst I. Klasse
- Verdienstkreuz des Roten Kreuzes 1. Klasse
- Goldenes Ehrenzeichen der Johanniter
- Goldenes Ehrenzeichen der Österreichischen Ärztekammer
- Großes Verdienstkreuz mit Stern und Schulterband des Verdienstordens der Bundesrepublik Deutschland
- Benennung des Stacherwegs in Wien-Donaustadt (22. Bezirk) neben dem Donauspital, dem Sozialmedizinischen Zentrum Ost (2016)